# Hadadi csata
A hadadi csata vagy vadkerti csata (románul Bătălia de la Hodod, németül Schlacht bei Kriegsdorf) a tövisháti Hadad vára alatt, a Vadkert nevű helységnél a Habsburg–magyar sereg és az erdélyi sereg közötti összecsapás 1562. március 4-én. Utóbbi sereg vezére János Zsigmond fejedelem volt, aki azonban súlyos vereséget szenvedett. Hadad nyomán a kiváltságukat vesztett közszékelyek felkelést indítottak a fejedelem ellen, ami nehéz helyzetbe hozta Erdélyt.

## Előzményei
Buda 1541-es elvesztését követően I. Szulejmán úgy határozott, hogy Szapolyai János régi királyságából Erdélyt és a tiszántúli területek egy részét meghagyja az özvegy Izabella királyné és kisfia, János Zsigmond kezén, amely ettől kezdve török hűbéres lesz Havasalföld és Moldva mellett.
Az erdélyiek Fráter György horvát pálos szerzetessel, Szapolyai egykori miniszterével közösen dolgoztak azon, hogy egyesíthessék a Királyi Magyarországot és Erdélyt, hogy ezzel a még kis kiterjedésű hódoltságot felszámolhassák és a törököt kiűzzék.
Az 1542-ben tett első próbálkozás csúfos vesztéssel ért véget, 1550-ben viszont Szulejmán megelégelte Fráter György és az erdélyiek ténykedését, és sereggel támadt az ország ellen. Az erdélyiek a beérkező Habsburg és birodalmi egységekkel közösen harcolva eleinte sikerrel szorították vissza az ellenséget, hanem amikor György barátot meggyilkolták, a keresztény sereg attól kezdve mindinkább szétesett Erdélyben.
Izabella és fia is távozott idővel az országból, s kárpótlásul Erdélyért két sziléziai hercegséget Oppelnt, valamint Ratibort kapta volna. 1556 őszén ellenben a kolozsvári országgyűlés visszahívta a királynét és a fiát.
I. Ferdinánd osztrák főherceg lemondott volna Erdélyről, de csak a Mohács előtti területről, a Tiszántúlt és Északkelet-Magyarországot viszont visszakövetelte magának. Sem az érintett területek, sem pedig a királyné nem volt hajlandó eleget tenni a követelésnek. Ferdinánd sereget küldött, de senki nem támogatta. Viszont János Zsigmond és anyja helyzete borús volt, mert a királynénak egyéni ambíciói miatt ellentétei támadták az ország előkelőségeivel. Izabella halála után 1559-ben János Zsigmond már egyedül uralkodhatott, de azon nyomban szembekerült Ausztriával és 1560-ban kitört a háború, ami aztán rövidesen újabb Habsburg-török háborúba csapott át.
Balassa Menyhért az uralkodó tehetséges, de igen gátlástalan hadvezére Ferdinánd alá adta magát, s a főherceg kezére játszotta Nagybánya, Németi és Szatmár várait.

## A csata lefolyása
Balassa példáját követve a stratégiai fontosságú Hadad kapitánya, Sulyok György, valamint a nagyfalui és valkói vár parancsnoka, Serédi István is átállt. János Zsigmond, valamint alvezérei, Báthory István és Némethi Ferenc elindultak Hadad ostromára. Az erősség felmentésére Balassa Menyhért és Zay Ferenc kassai kapitány vezetésel egy németekből és magyarokból álló sereg vonult. Balassa és Zay különösen tapasztalt hadvezérek voltak, utóbbi részt vett a schmalkaldeni háborúban is.
Báthory és Némethi az ellenség figyelésével voltak megbízva, míg a fősereg Hadad alatt volt. A fejedelem meghagyta két alvezérének, különösen Némethinek, hogy ne lépjenek fel támadólag Balassáékkal, hanem védekezzenek ellene, míg ő a sereg többi részével be nem avatkozik a csatába és úgy verik meg az ellenséget. Valószínűleg Némethi miatt az erdélyi előőrsök rátámadtak a túlerőben levő Habsburg-magyar seregre. Balassának sikerült megfutamítania Némethi erőit, és Báthory is ütközetre kényszerült, aki viszont szintén nem tudta megállni a helyét. Némethi rendbontása lehetőséget adott az ellenségnek arra, hogy az erdélyiek csapatait egyenként verjék meg.
Báthory megsebesült, míg János Zsigmond megfutamodott.

## Következményei
János Zsigmond erői már lassacskán Lengyelország felé szorultak. Esélyeit tovább rontotta, hogy Székelyföldön hat székben felkelés tört ki.
A két tűz közé jutott János Zsigmondot török segítség mentette meg. A temesvári és budai pasa seregei megtámadták Balassának a még Hadad, Szatmár és Németi területén állomásozó seregét, és Hadad kivételével kiszorították onnan. A fejedelem figyelmét ezek után a székely felkelés felé fordította, és véresen leverte azt. Ideiglenesen a Habsburgokkal is sikerült megállapodnia, s egy időre nyugalom jött Erdélyre, de a feszült hangulat továbbra is megmaradt.
Hadad 1563-ban még Ferdinánd kezén volt. 1564-ben azonban János Zsigmond visszafoglalta, és a következő évben kitört az újabb Habsburg-török háború, amely a drinápolyi békével zárult. Erdély és Ausztria a vitás kérdéseit 1571-ben a speyeri egyezmény megkötésével zárta el, és ekkor kezdett el kikristályosodni az Erdélyi Fejedelemség is.